# Sigurd Ibsen
Sigurd Ibsen (ur. 23 grudnia 1859 w Christianii; zm. 14 kwietnia 1930 w Lozannie) – norweski prawnik i polityk. 
Był jedynym ślubnym dzieckiem dramaturga Henrika Ibsena. Wychowywał się głównie w Niemczech i Włoszech. W Rzymie w roku 1882 obronił pracę doktorską z prawa. W latach 1903–1905 pełnił funkcję ministra stanu Norwegii (zwanego także premierem) w Sztokholmie. Odegrał istotną rolę w rozwiązaniu unii ze Szwecją (1905). Podobnie jak Bjørnstjerne Bjørnson, Arne Garborg i Fridtjof Nansen był zwolennikiem rządów republikańskich.